# Areia Branca (kommun i Brasilien, Sergipe, lat -10,74, long -37,30)
Areia Branca är en kommun i Brasilien.   Den ligger i delstaten Sergipe, i den östra delen av landet, 1 300 km öster om huvudstaden Brasília. Antalet invånare är 16 882.
Följande samhällen finns i Areia Branca:
- Areia Branca

Omgivningarna runt Areia Branca är huvudsakligen savann. Runt Areia Branca är det ganska tätbefolkat, med 139 invånare per kvadratkilometer.